# Universidad John Carroll

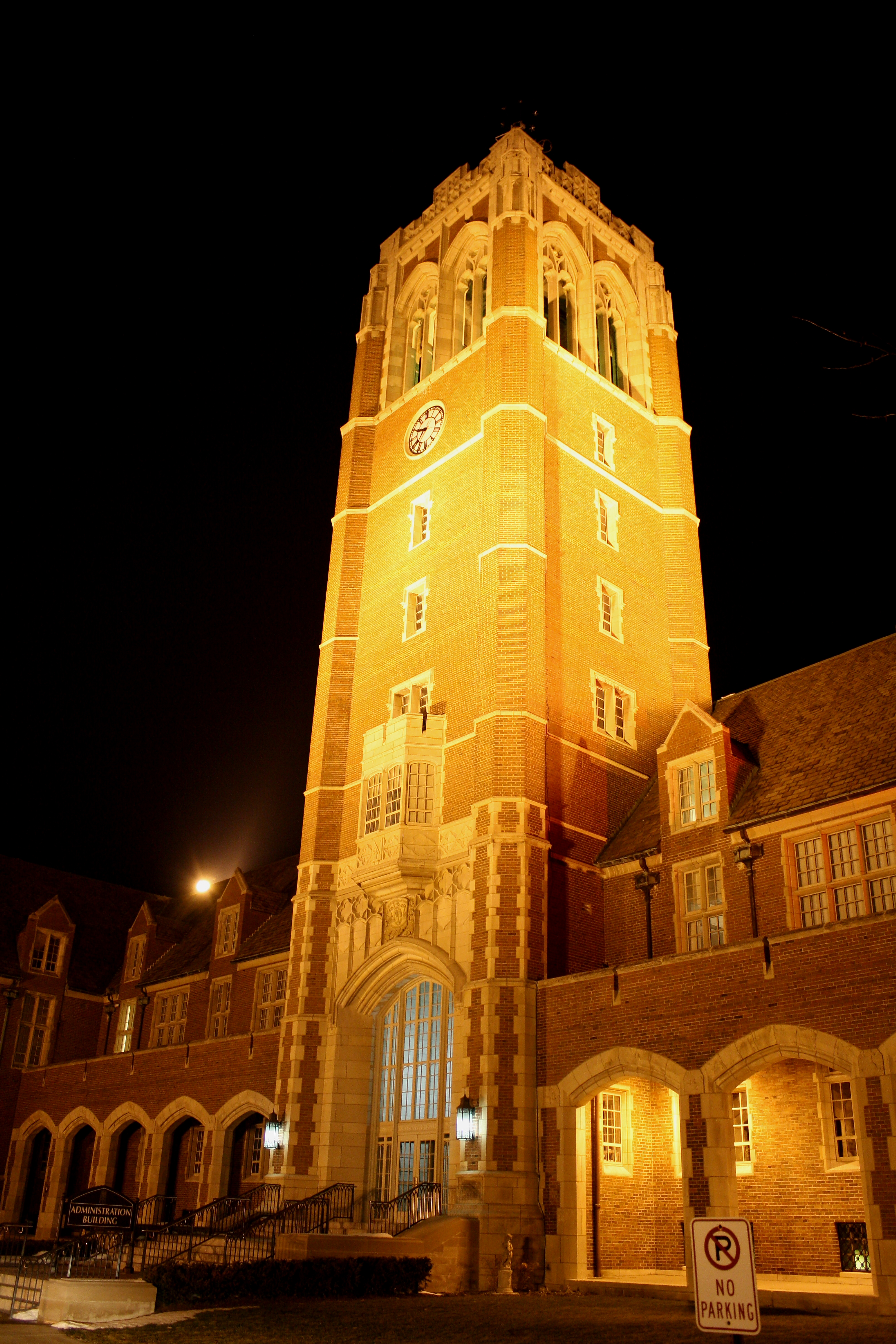
Torre del edificio administrativo de la Universidad John Carroll

La Universidad John Carroll (JCU) es una universidad jesuita privada en la ciudad de University Heights, ubicada en un suburbio de Cleveland, Ohio. Es una institución de artes liberales compuesta por una facultad de artes y ciencias y una escuela de negocios. JCU tiene una matrícula de 3,650 estudiantes. Fue fundada en 1886 como St. Ignatius College, y pasó a llamarse John Carroll en 1923, en honor al primer obispo católico de los Estados Unidos.

## Historia
La Universidad John Carroll fue fundada en 1886 por la Compañía de Jesús bajo el título de St. Ignatius College, en honor a San Ignacio de Loyola, como un colegio para hombres. Ha estado en funcionamiento continuo como institución y otorga títulos desde entonces.
Fue fundada como el 19.º colegios y universidades jesuitas de los 28 instalados en los Estados Unidos. Es miembro de la Asociación de colegios y universidades jesuitas. 
En 1923, la universidad pasó a llamarse Universidad John Carroll, en honor al primer arzobispo de la Iglesia Católica en los Estados Unidos, quien fundó la Universidad de Georgetown. En 1935, se trasladó de su ubicación original al lado oeste de Cleveland en su sitio actual en University Heights, un suburbio a 16 km (10 millas) al este del centro de Cleveland. Sin embargo, la sección de la escuela secundaria conservó el nombre original y continúa operando en el sitio original en Cleveland. La ciudad de University Heights pasó a llamarse "Idlewood" durante la construcción del campus. 

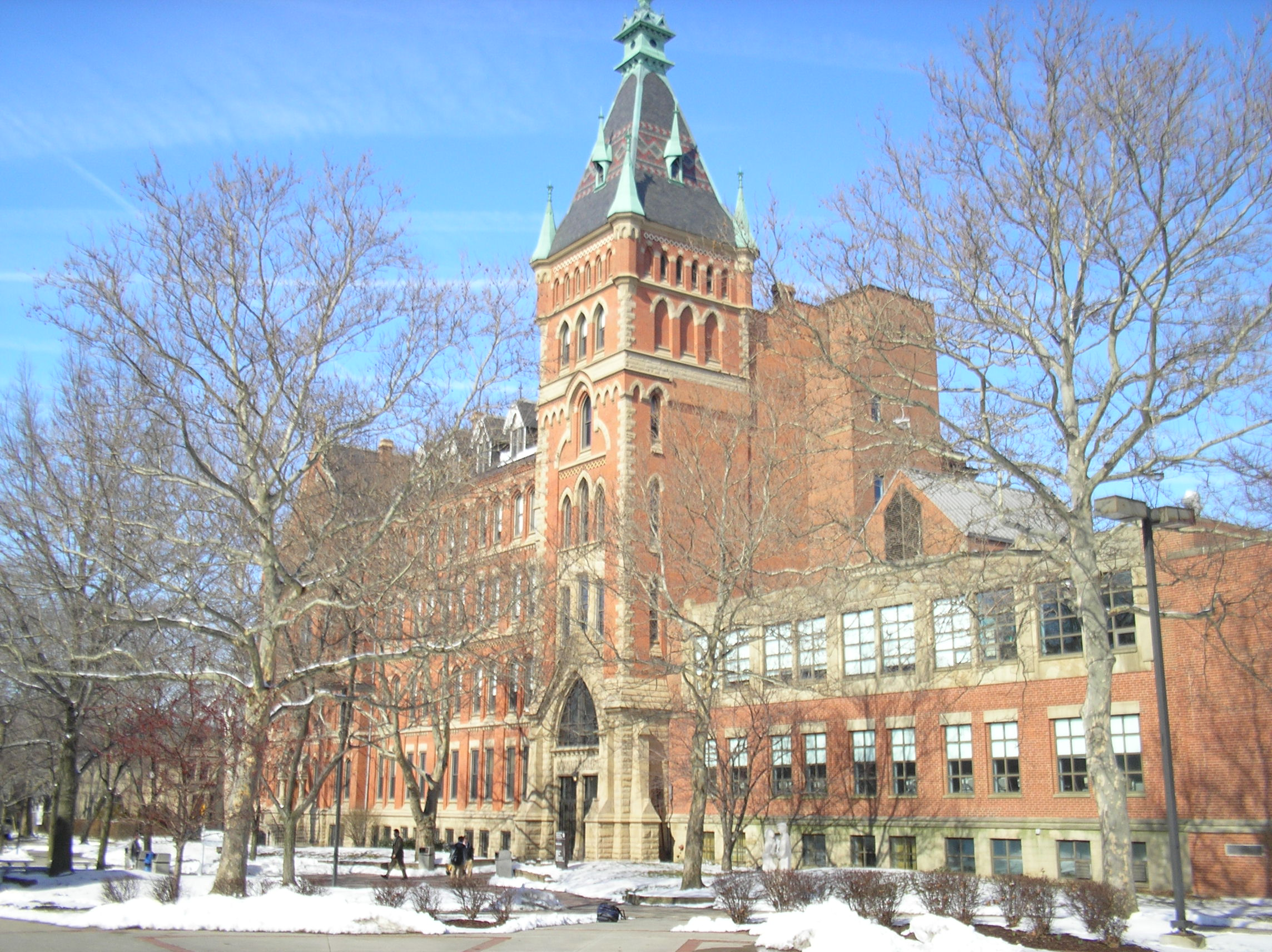
Escuela secundaria Saint Ignatius (Cleveland, Ohio)

Durante la Segunda Guerra Mundial, la Universidad John Carroll fue uno de los 131 colegios y universidades a nivel nacional que participaron en el Programa de Capacitación Universitaria de la Marina V-12, que ofrecía a los estudiantes un camino hacia una comisión de la Marina. 
En septiembre de 1968, la universidad hizo la transición de la matrícula masculina a tiempo completo a una institución totalmente mixta, admitiendo mujeres en la Facultad de Artes y Ciencias por primera vez. En los últimos años, la universidad ha sido objeto de una extensa reconstrucción y ampliación. En 2003, la universidad inauguró el Centro Dolan para la Ciencia y la Tecnología, valorado en 66 millones de dólares y 265.000 pies cuadrados (24.600 m²), que lleva el nombre del exalumno, Charles Dolan, fundador de Cablevision y HBO, y su esposa Helen Dolan. La pareja se conoció mientras ayudaba a John Carroll. En 2011, la universidad descubrió la remoción del edificio de Ciencias Bohannon y celebró el proyecto de mejora de Hamlin Quad. 

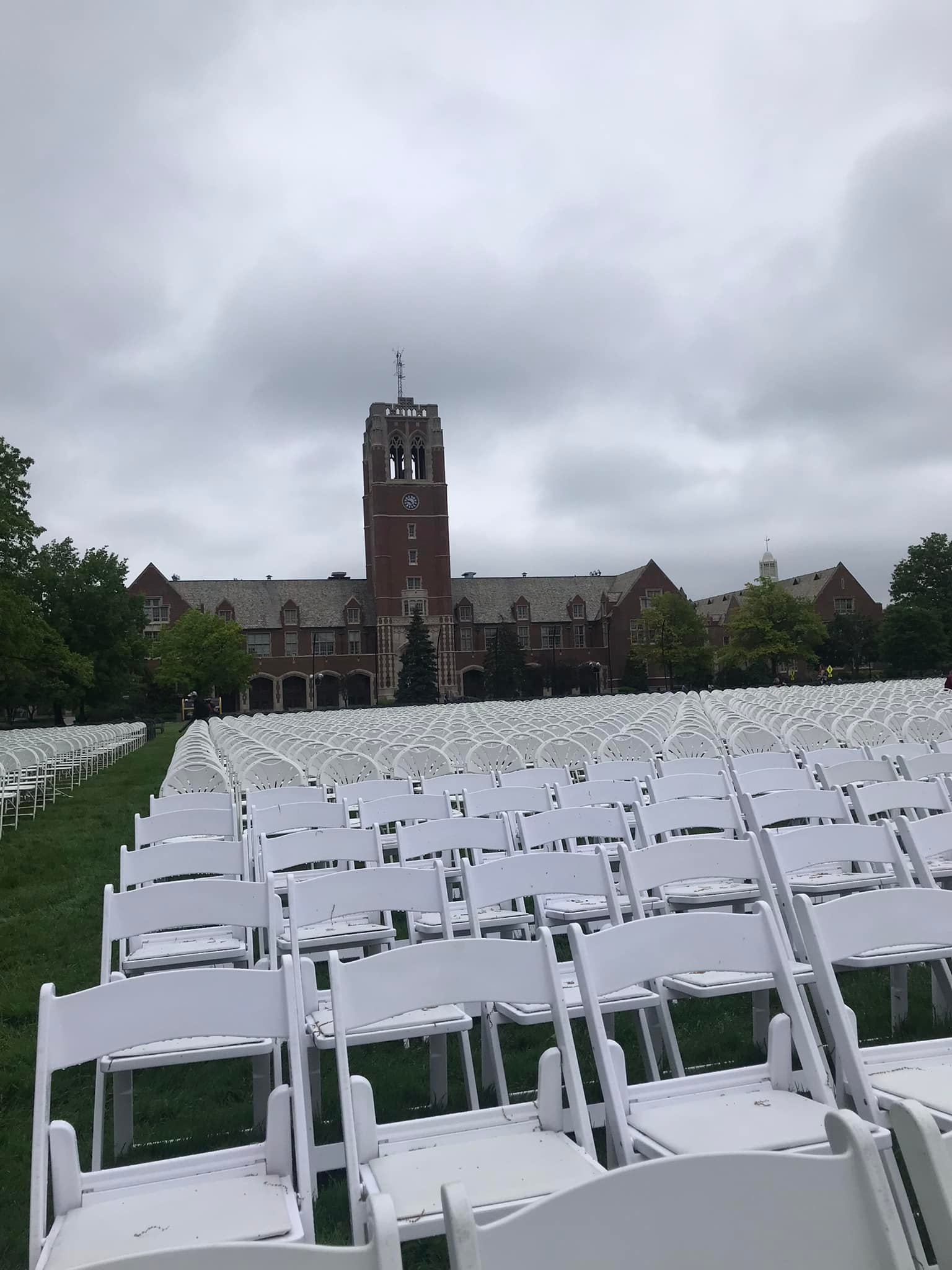
Asientos para la ceremonia de graduación

### Tradición jesuita
La universidad anunció en diciembre de 2017 que su junta directiva había nombrado al primer presidente no jesuita de la escuela, Michael D. Johnson. Johnson había sido rector del Babson College en Wellesley, Massachusetts. Comenzó su mandato el 1 de julio de 2018 y fue inaugurado oficialmente el 6 de septiembre de 2018. 

## Lo Académico
La Universidad John Carroll está organizada en dos escuelas: la Facultad de Artes y Ciencias y la Facultad de Negocios Boler, cada una de las cuales definen sus propios programas académicos bajo los auspicios del Vicepresidente Académico. La universidad exige un plan de estudios básico integral para todos los estudiantes de grado. Los estudiantes pueden elegir entre clases en el área de la Herencia Jesuita, incluidos dos cursos. de filosofía, dos cursos de estudios religiosos y un curso de justicia social. Los estudiantes también toman cursos integradores, incluidos un par de cursos vinculados sobre un tema y un curso sobre la participación de la comunidad global.

### Facultad de Artes y Ciencias
La Facultad de Artes y Ciencias de la Universidad John Carroll ofrece más de 80 programas distintos para estudiantes de grado y posgrado. Algunas de las carreras de grado más populares son comunicaciones, biología, psicología, educación, ciencias del ejercicio, ciencias políticas, sociología, criminología, química e inglés. 

### Facultad de Negocios Boler
El 15 de mayo de 2018, la Fundación de la Familia Boler realizó una donación de $10 millones, lo que dio inicio a la Campaña Vidas Inspiradas, que se vio reforzada con $5 millones adicionales en contribuciones. La universidad anunció la formación de la Facultad de Negocios John M. y Mary Jo Boler, que incluyeron dos nuevas escuelas: la Escuela de Contabilidad y Ciencias de la Información y la Escuela de Liderazgo e Innovación Social.

### Programas de posgrado
La Universidad John Carroll ofrece a los estudiantes la posibilidad de continuar su educación en un programa de estudios de posgrado. La Facultad de Negocios de Boler ofrece tres programas de posgrado en los que los estudiantes pueden obtener una Maestría en Ciencias en Contabilidad, un MBA de Boler a tiempo completo y un MBA de Boler a tiempo parcial. Además, la Facultad de Artes y Ciencias ofrece una variedad de programas de estudio de posgrado.  

### Programas internacionales
La Universidad JC tiene varios programas internacionales en los que, los estudiantes elegibles pueden participar. La universidad opera varios de sus propios programas y coopera con otras universidades jesuitas en la operación de otros programas. Los programas de intercambio de la Universidad John Carroll incluyen el Programa de Intercambio de Estudiantes Internacionales y programas en la Universidad Kansai Gaidai, la Universidad Nanzanyla  Universidad Sophia, todas en Japón, así como la Universidad Técnica de Dortmund, Alemania y la Universidad de Hull, Inglaterra.  Estos programas incluyen el Instituto Belfast en Construcción de Paz y Transformación de Conflictos, el Semestre de la Escuela de Negocios Boler en Londres, Estudios Italianos en la Ciudad del Vaticano, el Semestre de Artes Liberales de Londres, el Centro Jesuita de Beijing, así como la Casa de la Solidaridad en El Salvador. Todos los programas internacionales, incluidos aquellos para estudiantes internacionales que estudian en John Carroll, son administrados por el Centro de Educación Global de la universidad.  

### Becas
La universidad cuenta con cuatro becas al mérito, entre ellas el Premio de Honor Presidencial, el Premio de Liderazgo Presidencial, el Premio de Becas Arrupe y la Beca Magis. Las becas departamentales son ofrecidas por departamentos individuales e incluyen la Beca Castellano, que generalmente se otorga anualmente a uno o dos solicitantes de primer año que se especializarán en lenguas clásicas (latín y griego). Esta beca cubre la matrícula completa durante cuatro años. 

### Clasificaciones y premios
- Seleccionada como la segunda mejor universidad regional del Medio Oeste en el ranking de 2023 de US News & World Report de todas las universidades regionales en su guía de "Las mejores universidades de Estados Unidos",.  Este fue el 35.º año consecutivo en que John Carroll se ubicó entre los 10 primeros en esta lista.
- Ocupa el puesto número 15 en la categoría de "Mejor relación calidad-precio" y el puesto número 27 en la categoría de "Mejor enseñanza de pregrado" en la guía anual de 2023 de US News & World Report.
- Elegida como una de las escuelas con mejor relación precio-calidad de Forbes en 2016.
- La Escuela de Negocios John M. y Mary Jo Boler ocupan el puesto número 1 del país en la encuesta de compañeros “Mejores escuelas de negocios para estudiantes universitarios” de Bloomberg Businessweek de 2016, que reconoce a los graduados mejor preparados para trabajar en sus campos. La Escuela Boler ocupa el puesto número 30 en general del país.
- Seleccionada como finalista del Premio Presidencial para el Cuadro de Honor de Servicio Comunitario en la Educación Superior del Presidente, el máximo reconocimiento federal que una universidad puede recibir por su compromiso con el voluntariado, el aprendizaje a través del servicio y el compromiso cívico. Este año, John Carroll es una de las 14 universidades y colegios universitarios de todo el país que ha recibido el reconocimiento como finalista. Este es el sexto año consecutivo en que la universidad ha sido nombrada para el puesto de honor.

## Campus
Más de veinte edificios importantes, de arquitectura predominantemente gótica universitaria, y sesenta acres de jardines componen el campus John Carroll. El edificio administrativo, Salón San Ignacio, coronado por la emblemática Torre Grasselli de la universidad, tiene un claro parecido con el palacio real inglés Hampton Court.

## Vida estudiantil

### Organizaciones estudiantiles
Hay más de 100 organizaciones dirigidas por estudiantes en John Carroll, muchas de las cuales tienen el objetivo básico de brindar servicio a la comunidad, ya sea la comunidad del área local de Cleveland o la comunidad global en general.

### Fraternidades
Las fraternidades y hermandades están aprobadas por la Oficina de Actividades Estudiantiles de la Universidad John Carroll y se rigen por las reglas de los Consejos Inter fraternidades y Panhelénicos. 

### Organizaciones universitarias
El Centro de Servicio y Acción Social facilita actividades relacionadas con la justicia social como componentes del curso y experiencias voluntarias de una sola vez o de un semestre. El Centro de Servicio y Acción Social ofrece una variedad de oportunidades de servicio para estudiantes que buscan involucrarse y contribuir a la comunidad. Muchos estudiantes de la Universidad John Carroll aprovechan las oportunidades de servicio durante sus estudios universitarios. 

### Alojamiento
John Carroll es un campus principalmente residencial, con más del 60% de todos los estudiantes viviendo en el campus en una de las siete residencias universitarias; el 90% de los estudiantes de primer y segundo año viven en el campus. 

## Deporte
John Carroll cuenta con 23 equipos deportivos universitarios. Los colores oficiales son el azul y el dorado, y los equipos compiten bajo el apodo de Blue Streaks. Los equipos de John Carroll compiten en la División III de la NCAA. La universidad ha sido una institución miembro de la Conferencia Atlética de Ohio desde 1989.
La universidad juega fútbol americano, lacrosse y fútbol soccer en el estadio Don Shula, que lleva el nombre del entrenador con más victorias en la historia de la NFL, que había estudiado en John Carroll entre 1947 y 1951. Shula contribuyó a la construcción del estadio, al igual que la ex estrella. de los Washington Redskins y exalumno de la JCU, London Fletcher '98.
En 1974-75, el equipo de lucha ganó el campeonato nacional de la División III de la NCAA. Además, tres equipos se han clasificado para las semifinales nacionales en eventos deportivos de equipo: el equipo de fútbol de 2002, el equipo de baloncesto masculino de 2003-04 y el equipo de fútbol de 2016. El 12 de noviembre de 2016, John Carroll derrotó a la Universidad de Mount Union 31-28, rompiendo el récord de fútbol universitario del programa de 112 victorias consecutivas en la temporada regular.
Ha habido 22 campeones nacionales individuales: 16 en lucha libre, dos en atletismo al aire libre masculino, uno en atletismo cubierto masculino, uno en atletismo al aire libre femenino, uno en clavados femenino y uno en natación masculina.
El equipo de natación y saltos masculino y femenino ha ganado 7 títulos consecutivos de campeonato OAC (2017, 2018, 2019, 2020, 2021, 2022, 2023), el equipo de tenis masculino ganó seis títulos consecutivos OAC (2015, 2016, 2017, 2018, 2019). , 2021). El programa de Lacrosse masculino ha ganado 6 campeonatos OAC consecutivos desde que se unió como deporte universitario en 2013.
El equipo de baloncesto masculino de JCU ganó la temporada regular de la OAC y los títulos del torneo en 2018. Desde que se unió a la OAC en 1989-90, John Carroll ha ganado el doble de títulos de la temporada regular (11) en baloncesto masculino que cualquier otra escuela (5) durante ese período. lapso de tiempo.
En los deportes de clubes, el equipo de rugby del club 2017-18 se clasificó para el campeonato nacional. El equipo de hockey sobre hielo del club ACHA división 1 se clasificó para el torneo nacional en 2022. 